# 皇家愛爾蘭警隊預備隊
皇家愛爾蘭警隊預備隊（英語：The Auxiliary Division of the Royal Irish Constabulary，簡稱 ADRIC），一般稱作「預備隊」或「輔助隊」（Auxiliaries 或 Auxies），是愛爾蘭獨立戰爭期間皇家愛爾蘭警隊（Royal Irish Constabulary，RIC）内部一個準軍事化組織。該組織於1920年7月成立，並由大部分來自大不列顛島的前英國陸軍軍官組成，同時也與皇家愛爾蘭警隊其後從退伍士兵招募而來的臨時警察（又被稱為「黑色和棕褐色」，「Black and Tans」）沒有任何關係。皇家愛爾蘭警隊預備隊之主要任務是協助平定愛爾蘭共和軍的分離暴力活動，但後來則由於經常在行動當中向平民和其財產施行傷害與報復（例如曾經於1920年12月焚燒整個科克市），因而變得聲名狼藉以及不受歡迎，並在1922年上半年隨著英愛條約的簽訂而與所屬機構皇家愛爾蘭警隊一同解散。